# Cantó de Julhac
El cantó de Julhac és un cantó francès al districte de Briva la Galharda (departament de la Corresa) que té 10 municipis (Chabrinhac, Concèsa, Julhac, Las Caums, Rosier de Julhac, Sent Bonet la Ribèira, Sent Cir la Ròcha, Sent Sòlve, Vinhòls i Voltesac) i el cap és Julhac.
| Data d'elecció                           | Identitat          | Partit | Qualitat |
| ---------------------------------------- | ------------------ | ------ | -------- |
| 1973-1979                                | M. Daurat          | PS     |          |
| 1979-1992                                | Jean Crouzillat    | PCF    |          |
| 1992-1998                                | Alain Champagne    | RPR    |          |
| 1998-                                    | Jean-Claude Yardin | PS     |          |
| les dades anteriors no són pas conegudes |                    |        |          |

| 1962  | 1968  | 1975  | 1982  | 1990  | 1999  | 2006  |
| ----- | ----- | ----- | ----- | ----- | ----- | ----- |
| 5.977 | 5.599 | 5.097 | 4.910 | 4.735 | 4.932 | 5.234 |